# 1522 Kokkola
Az 1522 Kokkola (ideiglenes jelöléssel 1938 WO) a Naprendszer kisbolygóövében található aszteroida. Liisi Oterma fedezte fel 1938. november 18-án, Turkuban.